# Indaiabira
Indaiabira là một đô thị thuộc bang Minas Gerais, Brasil. Đô thị này có diện tích 1011,181 km², dân số năm 2007 là 7482 người, mật độ 7,8 người/km².